# Castignano
Castignano é uma comuna italiana da região das Marcas, província de Ascoli Piceno, com cerca de 3 011 habitantes. Estende-se por uma área de 38 km², tendo uma densidade populacional de 79 hab/km². Faz fronteira com Appignano del Tronto, Ascoli Piceno, Cossignano, Montalto delle Marche, Montedinove, Offida, Rotella.

## Demografia
| Variação demográfica do município entre 1861 e 2011                               |
|                                                                                   |
| Fonte: Istituto Nazionale di Statistica (ISTAT) - Elaboração gráfica da Wikipedia |